# Métropole Toulon-Provence-Méditerranée
Die Métropole Toulon-Provence-Méditerranée (TPM) ist ein französischer Gemeindeverband mit der Rechtsform einer Métropole im Département Var in der Region Provence-Alpes-Côte d’Azur. Sie wurde am 31. Dezember 2001 gegründet und umfasst zwölf Gemeinden. Der Verwaltungssitz befindet sich in der Stadt Toulon.

## Historische Entwicklung
Der ursprünglich als Communauté d’agglomération Toulon Provence Méditerranée gegründete Verband wurde mit Wirkung vom 1. Januar 2018 in den Rechtsform einer Métropole erhoben und auf die aktuelle Bezeichnung umbenannt.

## Mitgliedsgemeinden
| Gemeinde                               | Einwohner 1. Januar 2022 | Fläche km² | Dichte Einw./km² | Code INSEE | Postleitzahl        |
| -------------------------------------- | ------------------------ | ---------- | ---------------- | ---------- | ------------------- |
| Carqueiranne                           | 9.412                    | 14,48      | 650              | 83034      | 83320               |
| Hyères                                 | 55.384                   | 132,38     | 418              | 83069      | 83400               |
| La Crau                                | 19.416                   | 37,87      | 513              | 83047      | 83260               |
| La Garde                               | 26.316                   | 15,54      | 1.693            | 83062      | 83130               |
| La Seyne-sur-Mer                       | 62.905                   | 22,17      | 2.837            | 83126      | 83500               |
| La Valette-du-Var                      | 23.660                   | 15,50      | 1.526            | 83144      | 83160               |
| Le Pradet                              | 10.582                   | 9,97       | 1.061            | 83098      | 83220               |
| Le Revest-les-Eaux                     | 4.046                    | 24,07      | 168              | 83103      | 83200               |
| Ollioules                              | 14.320                   | 19,89      | 720              | 83090      | 83190               |
| Saint-Mandrier-sur-Mer                 | 6.064                    | 5,12       | 1.184            | 83153      | 83430               |
| Six-Fours-les-Plages                   | 36.843                   | 26,58      | 1.386            | 83129      | 83140               |
| Toulon                                 | 180.834                  | 42,84      | 4.221            | 83137      | 83000, 83100, 83200 |
| Métropole Toulon-Provence-Méditerranée | 449.782                  | 366,41     | 1.228            | –          | –                   |